# Вулиця Мічуріна (Севастополь)
Вулиця Мічуріна — вулиця в Ленінському районі Севастополя між вулицями Мокроусова і Марата.
В кінці XIX століття називалася Микільською, тому що на цій вулиці, на місці нинішнього Будинку офіцерів флоту, перебував Микільський собор.
З 5 березня 1938 року носить ім'я Івана Володимировича Мічуріна.